# Kornasoren Airfield
Kornasoren Airfield är en flygplats i Indonesien. Den ligger i den östra delen av landet, 3 200 km öster om huvudstaden Jakarta. Kornasoren Airfield ligger 13 meter över havet. Den ligger på ön Pulau Numfoor.
Terrängen runt Kornasoren Airfield är platt. Havet är nära Kornasoren Airfield norrut.